# Ascoli Piceno
Ascoli Piceno este o comună din provincia Ascoli Piceno, regiunea Marche, Italia, cu o populație de 45.571 locuitori (1 ianuarie 2023) și o suprafață de 158,02 km².

## Demografie
Ascoli Piceno - evoluția demografică

|  | Graficele sunt indisponibile din cauza unor probleme tehnice. Mai multe informații se găsesc la Phabricator și la wiki-ul MediaWiki. |

Date: Recensăminte sau birourile de statistică - grafică realizată de Wikipedia